# Carnaval da Suíça

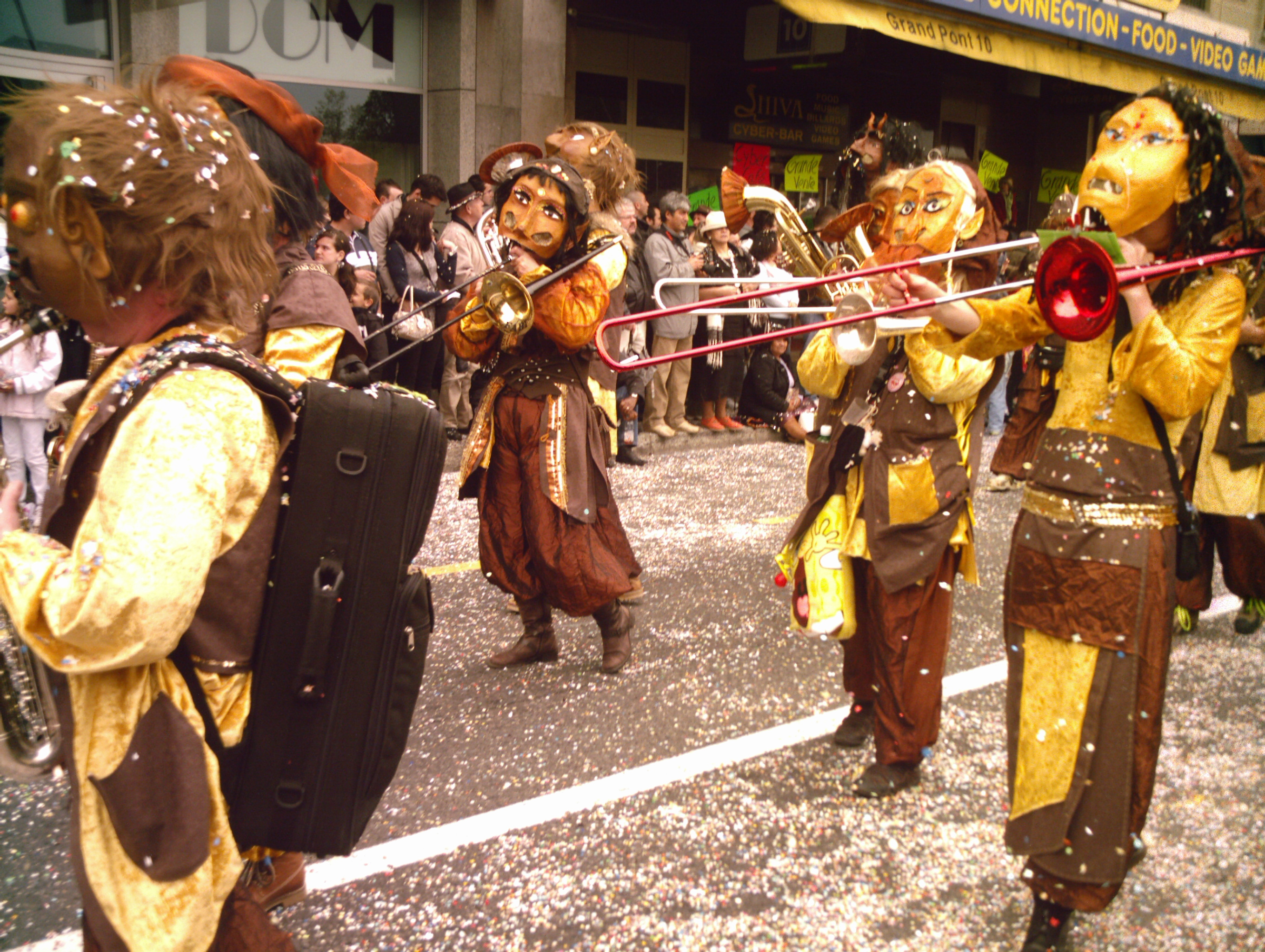
Carnaval em Lausanne (2010).

Carnaval da Suíça é comemorada o início da temporada carnavalesca no dia 11/11, a partir das 11h11 da manhã. Nesse dia, é celebrado o nascimento do Hoppeditz, um personagem que, de acordo com a tradição, surge de um pote de mostarda. O Hoppeditz participa das festas até a quarta-feira de cinzas do ano seguinte, quando é queimado e enterrado. Na quarta-feira de cinzas, na madrugada escura (inverno, norte dos Alpes). A iluminação pública é apagada e lanternas enormes ilustrando motivos políticos e sociais são iluminadas. Músicos com flautas piccolo e tambores passeiam pela cidade
São "divididos", por estados (cantões), por línguas(Röstigraben(francês/alemão), Spaghettipass(italiano/alemão)) e por religiões (região católica na época da Reformação ou protestante). Basiléia é protestante e aqui, o Carnaval começa uma semana depois dos festejos já terem sidos realizados no resto do mundo.
Na Suíça Central tudo se concentra mais antes da quarta-feira de cinzas e no fim de semana anterior. Bandas com percussão e instrumentos de sopro desfilam. carros alegóricos comentam motivos políticos e sociais. Como a agricultura era muito importante antigamente, o sino de vaca também está presente. Ou dois sinos ao lado do corpo, sendo carregados com um pau sobre os ombros; ou um sino nas costas seguro por cinto muito largo em volta da barriga.